# آفتابه
آفتابِه وسیله‌ای است برای ریختن آب.

لولهنگ سفالین، لالجین

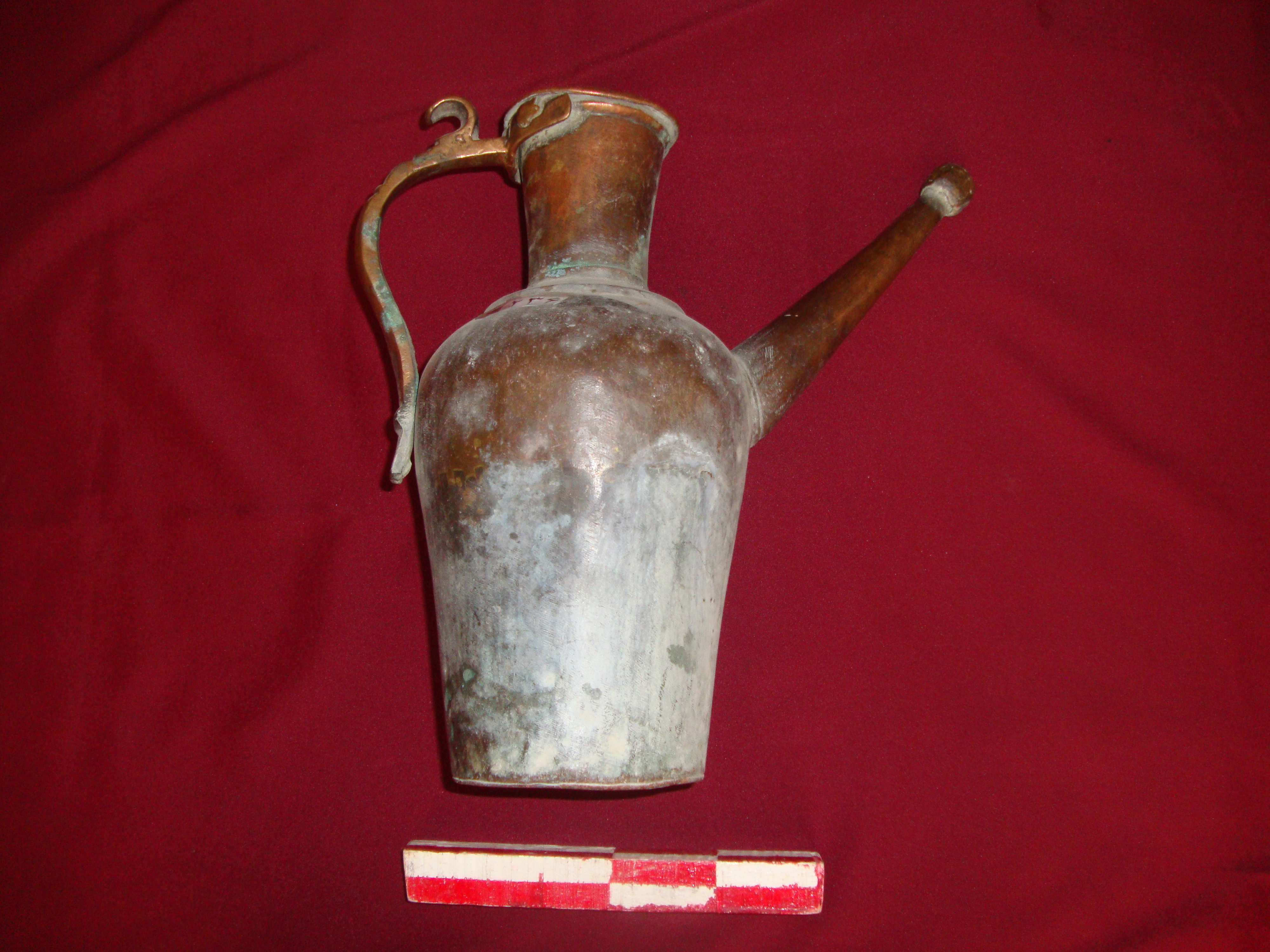
آفتابه مسی

نام آفتابه دگرگون‌شده واژهٔ آب‌تابه است. تابه به معنی گونه‌ای ظرف است (مقایسه کنید با ماهی‌تابه). آفتابه از لحاظ شکل شبیه به کوزه است با این تفاوت که لوله‌ای اریبی به بدنه آن متصل است و طرز استفاده از آن هم به این شکل است که شخص روی سنگ توالت نشسته و پس از ریختن فضولات توسط مقعد داخل چاه سنگ توالت. آفتابه را با دست راست گرفته از پشت باسن آب را جاری و با دست چپ عمل شستشو مقعد خود را انجام می‌دهد تا فضولات دور مقعد مانده خود را بشوید.
آفتابه‌ها در گذشته بیشتر به همراه لگن برای شستن دست پیش و همچنین پس از غذا خوردن استفاده می‌شده و امروزه بیشتر در برخی توالت‌های ایرانی کاربرد دارد. آفتابه را لولهنگو ابریق نیز نامیده‌اند.
آفتابه در سالهای گذشته بیشتر از جنس مس و در سالهای اخیر از پلاستیک ساخته می‌شود.
در ایران گونه‌ای آفتابه در اندازه مختلف (تا بزرگی یک لیتر) هم بود که برای وضو گرفتن استفاده می‌شد و نامش آفتابه‌وضو بود.

## قدیمی ترین آفتابه
بسیاری از آثار ارزشمند ایران که متعلق به تاریخ و تمدن ایرانی است بعد از کشف شدن در نقاط مختلف به کشورهای بیگانه برده شد و در موزه‌های آن‌ها نگهداری می‌شود. یکی از این اشیاء گران‌قیمت آفتابهٔ قدیمی است که به عنوان قدیمی‌ترین آفتابه‌های جهان با قدمت ۲٬۶۰۰ سال شناخته می‌شود که در لرستان کشف شد. 